# Claude Fisco
Claude Joseph Antoine Fisco, né à Louvain le 22 janvier 1736 et mort le 4 janvier 1825 à Kwerps, est un ingénieur militaire, d'abord au service de la Maison d'Autriche puis des États belgiques unis.

## Biographie

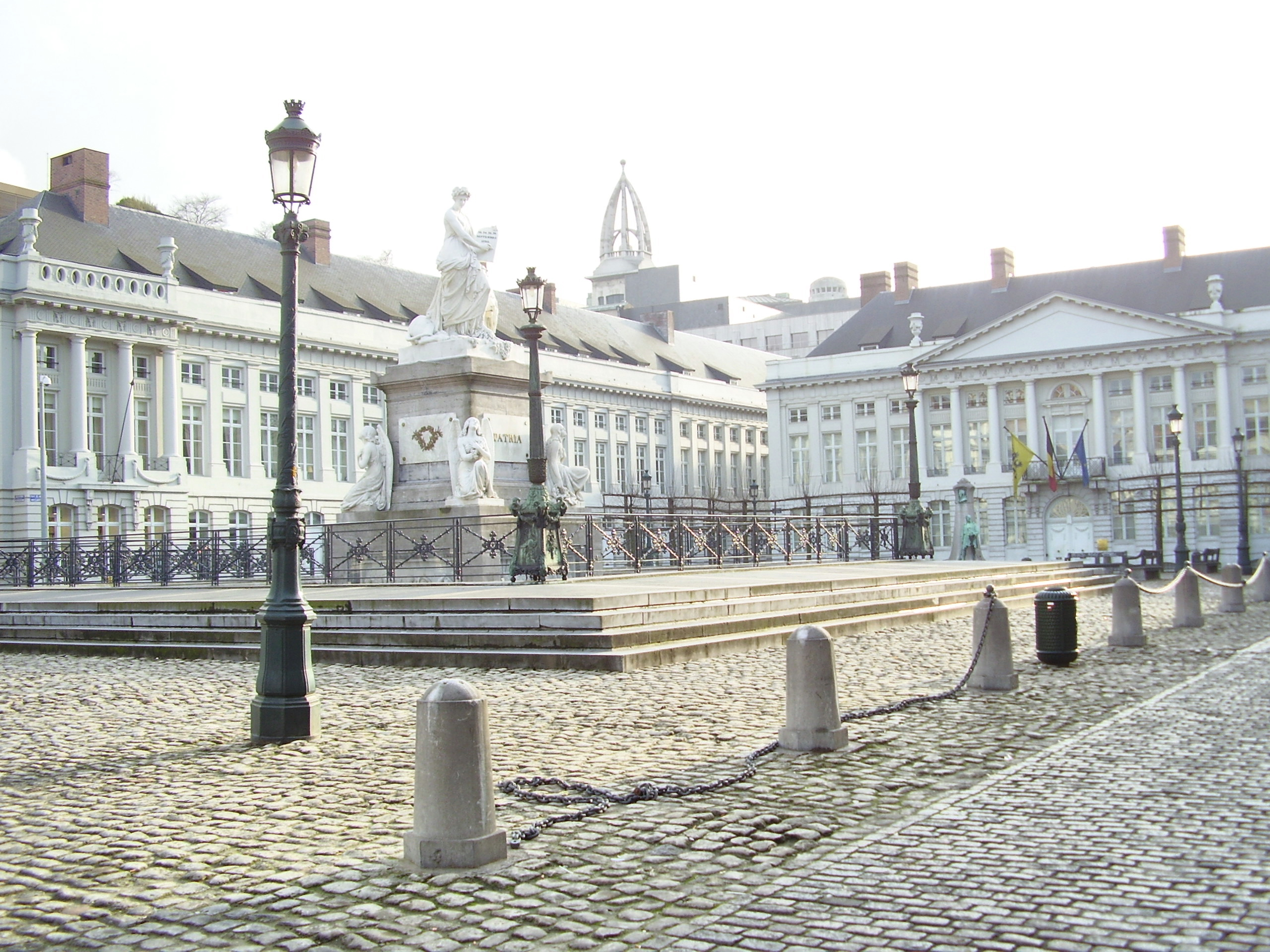
La place des Martyrs, réalisée par Claude Fisco

Fils d'Antoine Fisco (1700-1774), notaire apostolique et de Magdelaine Taverniers, Claude Fisco effectue ses humanités et sa philosophie à Louvain. Destiné à l'état militaire, il suit des cours à l'école hydraulique et à l'Académie de peinture, sculpture, architecture et mathématiques à Bruxelles. En 1756, il est admis dans le corps du génie militaire en qualité de cadet-ingénieur. Il effectue les campagnes de la Guerre de Sept ans.
Il interrompt sa carrière au sein de l'Armée impériale pour entrer dans le génie civil ou corps hydraulique des Pays-Bas en qualité de conducteur-ingénieur avant d'obtenir le grade d'officier ingénieur. Il s'illustre dans la rénovation du canal de Louvain à la Dyle en construisant deux écluses ; il participe à l'amélioration de la circulation sur la Dendre, établit un nouveau plan pour la défense de la place d'Ostende et améliore son port en l'agrandissant. En 1770, il lève la carte topographique de la Basse-Semois, objet d'un arrangement territorial entre la France et les Pays-Bas. Il prend ensuite part aux travaux modifiant la citadelle d'Anvers. En 1771, il est nommé directeur des travaux publics de la ville de Bruxelles et enseigne l'architecture à l'Académie de peinture, sculpture, architecture et mathématiques.
Il fait les deux campagnes de 1784 et 1785 contre la Hollande. Il reprend ensuite du service comme ingénieur des fortifications dans les armées belgiques lors de la révolution brabançonne. Il devient général de brigade du génie et participe aux campagnes de France de 1794 et 1795. Il se retrouve sans emploi et se retire à Bruxelles en 1795 avant de rentrer à Louvain, sa ville natale en 1804 où il est nommé directeur des travaux et architecte de la ville, fonctions dont il se démet en 1807. Il se retire alors chez son neveu et filleul Joseph Antoine Emmanuel Fisco, desservant de la paroisse d'Erps-Kwerps.
Comme beaucoup de personnalités bruxelloises de l'époque autrichienne, il est un adepte de la franc-maçonnerie, membre de la loge l'Heureuse Rencontre, seconde loge de Bruxelles, n°8, où il est inscrit aux tableaux de 1777 et de 1786.
Il figure aussi parmi les fondateurs de la société secrète patriotique "Pro aris et focis".

## Œuvres
- Construction d'une voûte sur la Senne (1772) au Quai des Poissonniers.
- L'Amigo, reconstruit en 1791.
- Projet refusé pour une nouvelle place Royale.
- La place Saint-Michel, actuelle place des Martyrs, dont il fit les plans ainsi que ceux des bâtiments qui l'entourent ; les travaux furent terminés en 1775.
- L'église Saint-Pierre d'Uccle (projet non retenu au bénéfice de Jean-François Wincqz).
- Établissement d'un entrepôt rue de Laeken (1780).
- Reconstruction de la Fontaine du Cracheur (1786).